# Jiu-jitsu brasileño
El jiu-jitsu brasileño (popularmente conocido también por sus siglas en inglés, BJJ) es un arte marcial, deporte de combate y sistema de defensa personal desarrollado en Brasil. Se centra principalmente en la lucha cuerpo a cuerpo en el suelo, usando para ello luxaciones, estrangulaciones, inmovilizaciones y derribos. El principal objetivo del jiu-jitsu brasileño es someter al rival mediante una luxación o estrangulación sin necesidad de usar golpes, de ahí que se le denomine a veces «arte suave». Estas técnicas tienen su origen en el judo japonés, particularmente en su apartado de lucha en suelo conocido como ne waza, llevado a Brasil por los maestros Mitsuyo Maeda y Geo Omori. Estas técnicas fueron posteriormente adaptadas en su aspecto deportivo por la familia Gracie, transmitiéndolas a través de sucesivas generaciones. Para promover y demostrar la eficacia de este arte marcial participaron en numerosos eventos deportivos de artes marciales y luchas pactadas durante el siglo XX en Brasil, en ocasiones con reglas mínimas (vale tudo).
Este arte marcial está basado en la idea de que un individuo pequeño puede defenderse con éxito frente a un rival más grande y fuerte gracias al uso eficaz de la técnica, llevándolo al suelo, desgastándolo y finalmente sometiéndolo con una luxación o estrangulación. El BJJ tiene un amplio circuito deportivo y puede ser usado en otras disciplinas, notablemente en las artes marciales mixtas (MMA) o competiciones de "grappling", como comúnmente se denomina o los torneos sin kimono en los que suelen usarse multitud de técnicas de otras disciplinas, como la lucha libre, lucha greco romana o el sambo. 
Su sistema de entrenamiento está casi enteramente basado en la competición, consistiendo normalmente en alternar acondicionamiento físico, instrucción técnica y lucha, lo que se suele llamar "rodar" o "rolling". Normalmente en el BJJ se utiliza un uniforme o gi similar al del judo, aunque en tiempos modernos también se entrena y compite sin él, en lo que se conoce como modalidad "no-gi" o "grappling". En el jiu-jitsu brasileño se usa un sistema de rangos por cinturones o grados basado en el de otras artes marciales más tradicionales provenientes del Japón moderno, como el judo, y el karate-do.

## Galería

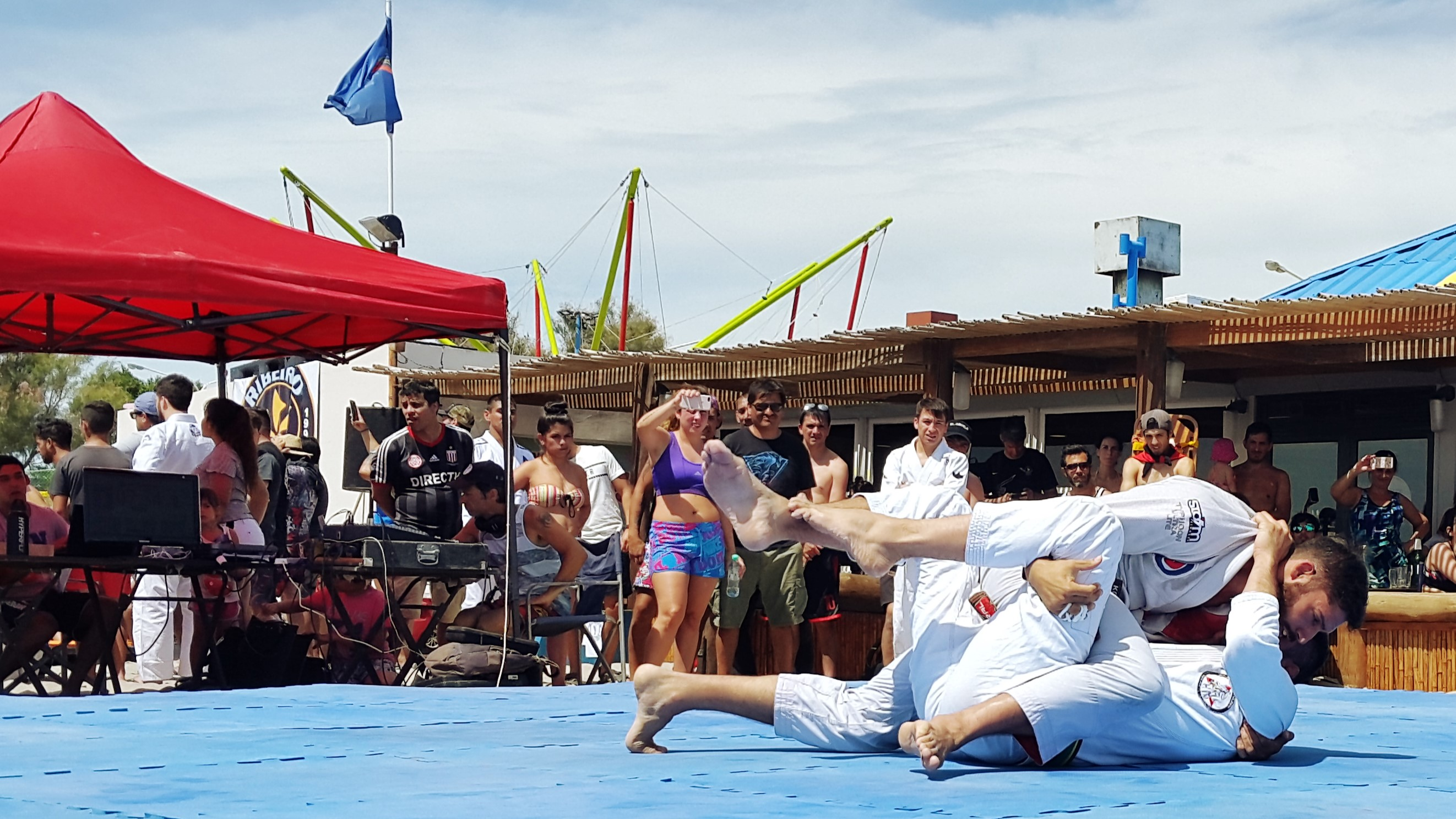
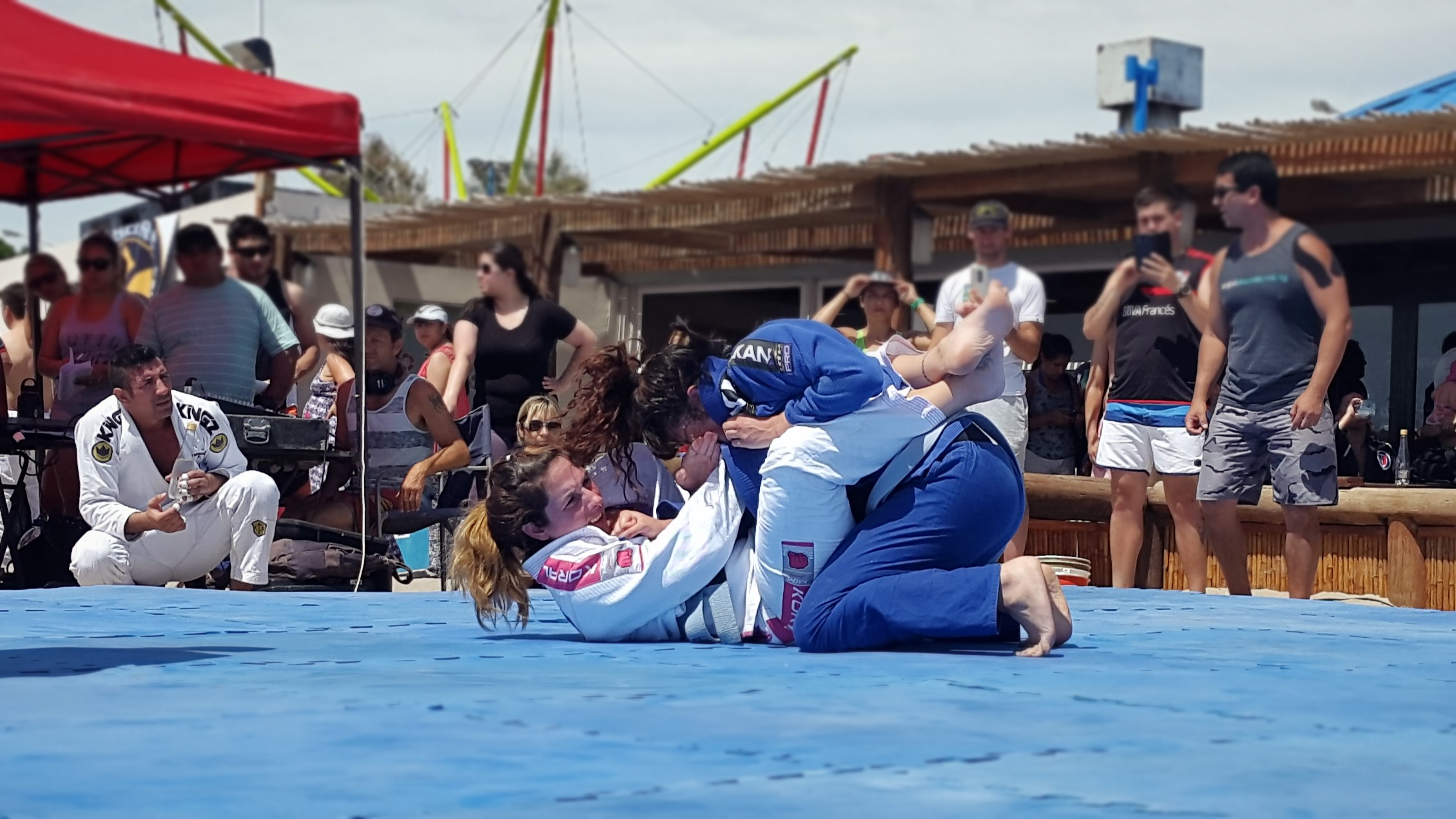
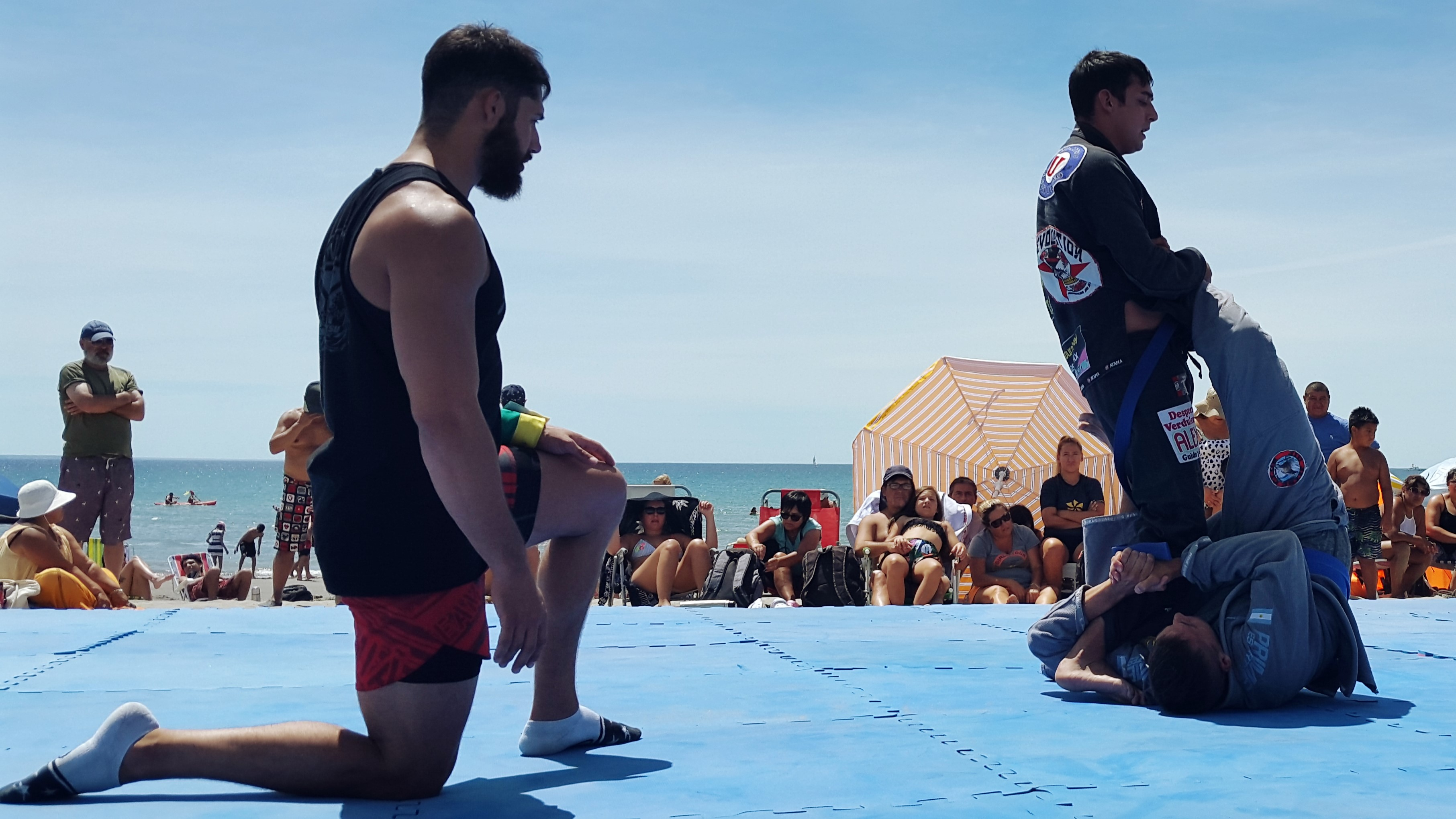
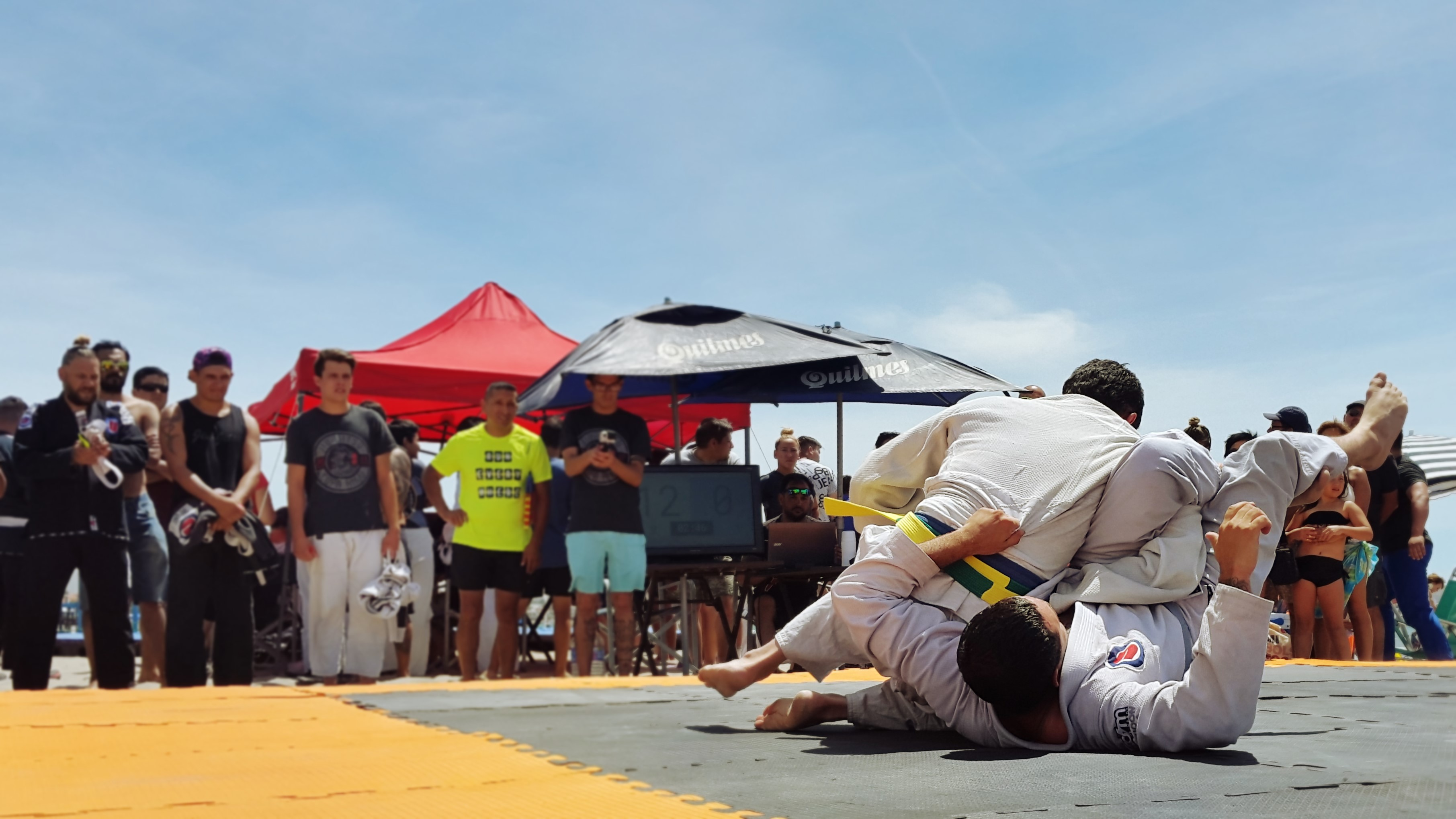
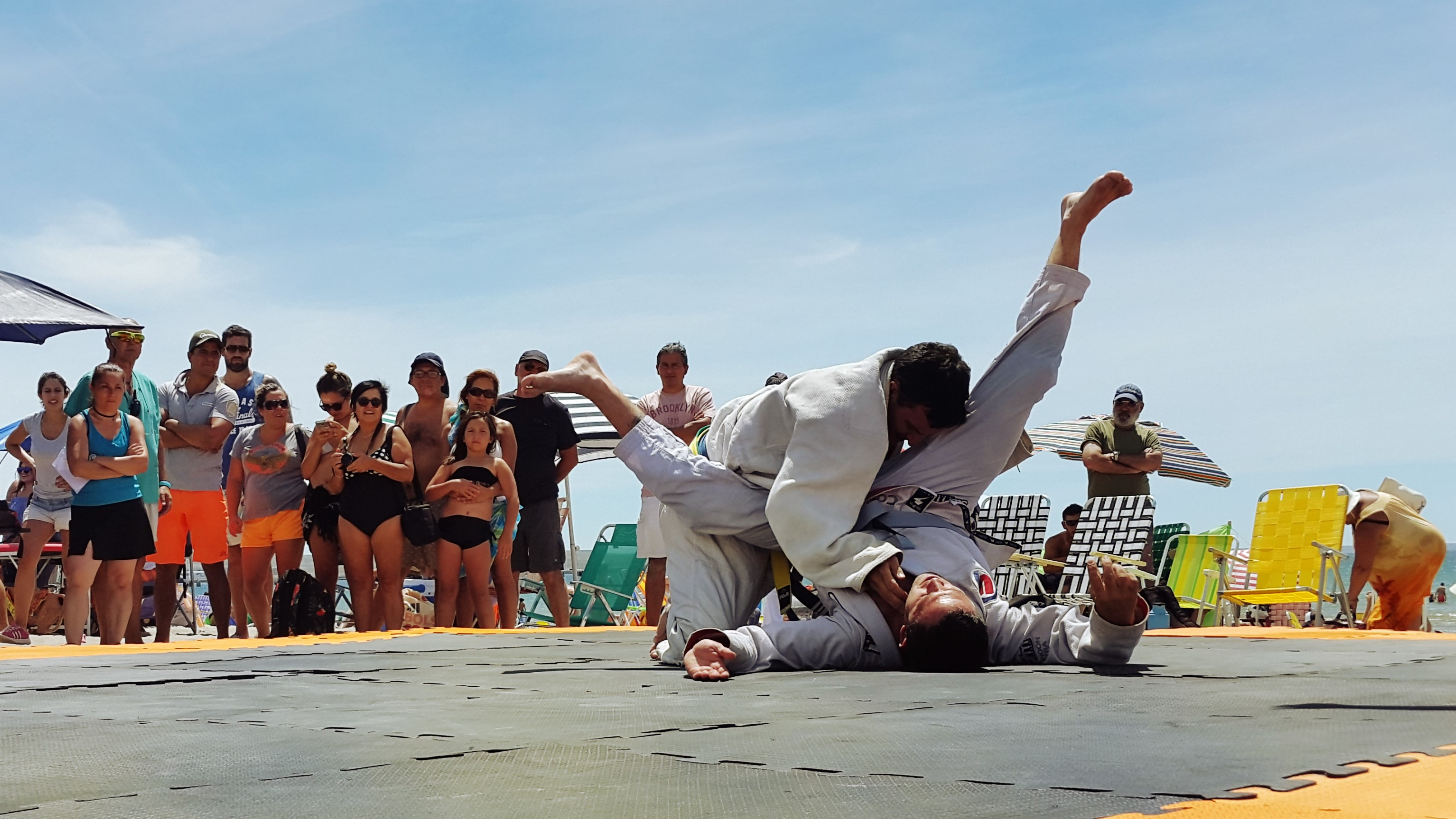
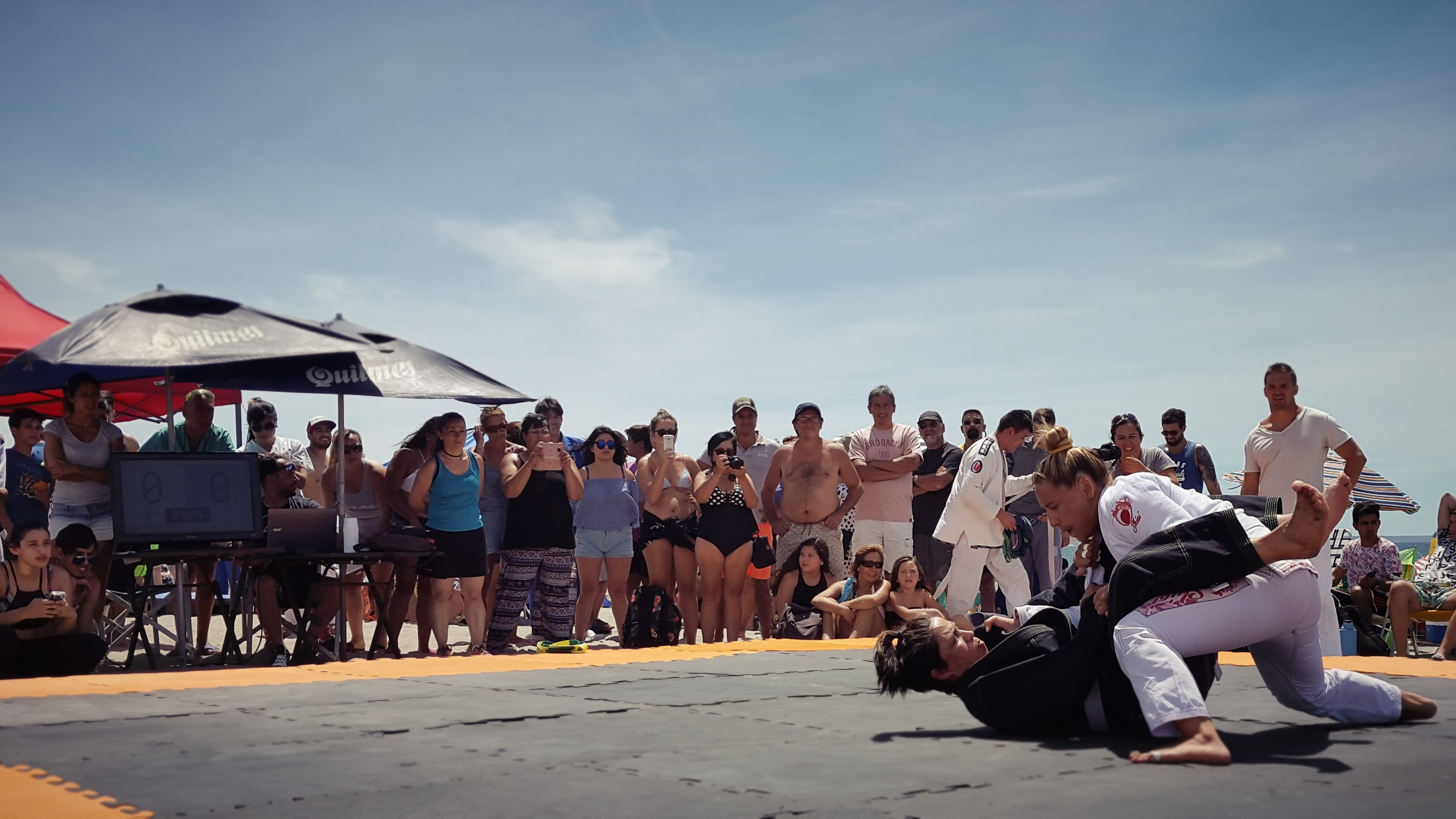
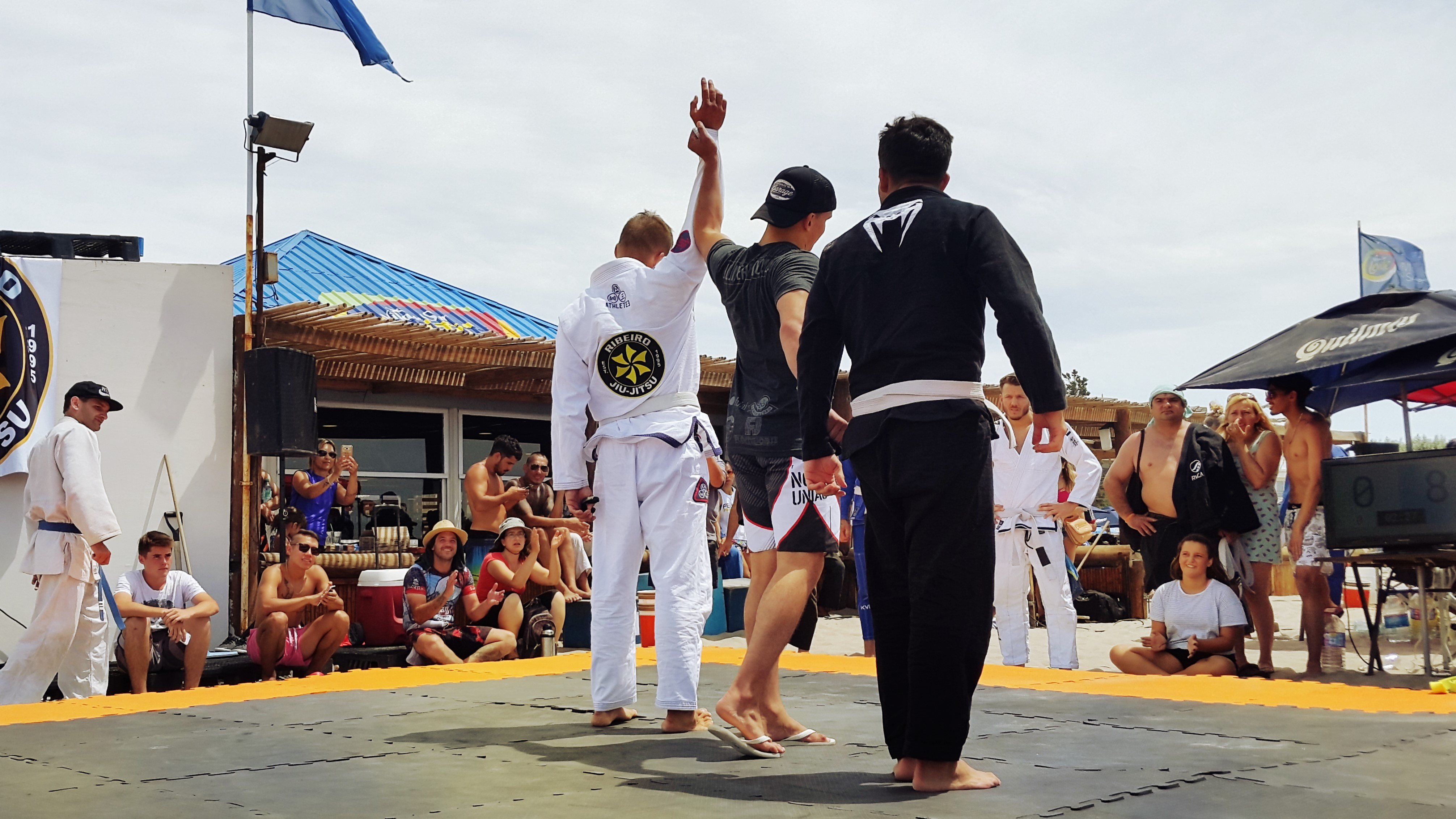

## Orígenes, evolución y desarrollo

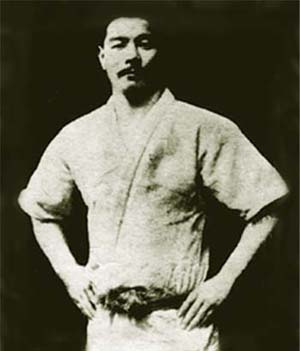
El maestro de judo, Mitsuyo Maeda.

Los métodos de lucha cuerpo a cuerpo clásicos del Japón feudal, conocidos como jiu-jitsu (柔術) o jūjutsu se desarrollaron con base en los antiguos métodos chinos de la lucha o Shuai Jiao y las luxaciones o Chin Na durante y a lo largo de la época del Japón feudal, (siglos VIII al XIX) donde eran comunes las batallas de ejércitos de diferentes clanes feudales formados por los famosos guerreros con armadura de placas, y espada o samuráis. En dichas batallas las principales armas utilizadas eran el arco (yumi) para grandes distancias, lanzas (yari), alabardas (naginata), garrotes reforzados con placas y púas de hierro (kanabō), bastones reforzados (bō) y sables (katana) en la distancia larga, así como cuerdas (hojōjutsu) o cadenas (kusarigama), puñales (wakizashi) y/o cuchillos (tantō) en la distancias media y corta. Como es natural, en los enfrentamientos armados llegaba el momento en que los samuráis se enfrentaban cuerpo a cuerpo con su oponente, o debían capturarlo, e incluso se daban situaciones en las que perdían su arma y debían defenderse de oponentes aún armados. Así del combate cuerpo a cuerpo nació el jiu-jitsu, y debido a que los samuráis portaban armaduras hechas de placas de metal, madera y cuero reforzado en el campo de batalla las técnicas de golpes o patadas resultaban poco efectivas. Por esta razón proliferaron las técnicas de lanzamientos, luxaciones y derribos para llevar al oponente al suelo, causándole daño con la caída o continuando con la aplicación de técnicas con y sin armas para eliminarlo, someterlo o capturarlo en el menor tiempo posible. Dentro de estas técnicas podemos encontrar varias proyecciones o lanzamientos, derribos, luxaciones, sumisiones y estrangulaciones, además del uso de armas de corta distancia como la daga japonesa wakizashi o el cuchillo (o tantō), usadas para apuñalar entre las uniones de las armaduras.
Posteriormente, con el inicio de la era Meiji y la modernización del Japón al inicio del siglo XX, se prohibió el porte de armas tradicionales, como la espada, los puñales y la lanza en público, asimismo las diferentes escuelas tradicionales o "Ryu" que aún enseñaban jiu-jitsu sufrieron una etapa de decadencia. En 1882, un joven economista, profesor de educación física, y traductor versado en idiomas internacionales y deportes occidentales, Jigorō Kanō, después de haber practicado dos tipos de jiu-jitsu clásico (la escuela Kito-Ryu (起倒流), y la escuela Tenshin Shin´yo Ryu (天神真楊流)) fundó un nuevo arte marcial, el judo (柔道), y la academia Kōdōkan, que continúa activa hoy día. Gracias a su popularidad en Japón y a que el método incluye el sparring (randori) desde sus etapas iniciales, el judo desplazó por su superioridad a otros tipos de jiu-jitsu tradicional que estaban basados solamente en formas y katas antiguos, y empezó a ser ampliamente enseñado en escuelas y colegios, así como también adaptado por las fuerzas policiales niponas, dentro de sus técnicas de arresto y defensa personal, o Taiho jutsu. Asimismo, otras escuelas y estilos de jiu-jitsu (lucha), y de armas tradicionales, como el sōjutsu (o arte de la lanza) y el kenjutsu (arte de la esgrima con sable) fueron incluidos o difundidos por varias escuelas como la Daitō-ryū Aikijujutsu, la Hozoin Ryu, la Yagyu Ryu, la Itto Ryu y otras, las cuales fueron reunidas en un nuevo formato más adaptado al siglo XX, por el maestro Morihei Ueshiba en el arte marcial tradicional japonés conocido hoy en día como aikidō (合氣道).
A partir del final del siglo XIX, con el fin de la clase guerrera samurái, y la reforma de las escuelas marciales clásicas o koryū budō por las artes marciales tradicionales formativas o gendai budō, durante la apertura del Japón a Occidente, algunos maestros del recién creado arte del judo migraron desde el Japón hacia otros continentes, viviendo de la enseñanza de las tradiciones marciales y de las luchas promocionales que realizaban. Uno de estos practicantes fue Mitsuyo Maeda, quien se dio a conocer en el mundo del espectáculo de aquel entonces como el Conde Koma. Maeda fue uno de los grandes judokas del Kodokan en esa época y uno de los maestros que recorrieron el mundo, en busca de fama y fortuna. Maeda salió de Japón en 1904 y visitó varios países dando clases de judo y aceptando retos de distintos luchadores de boxeo, savate, lucha libre y varios otros artistas marciales, antes de llegar finalmente a Brasil el 14 de noviembre de 1914 a Belem do Pará; lugar donde hoy existe la Academia Conde Coma. Allí se hospedó en la casa del aristócrata brasilero llamado Gastão Gracie, un socio del circo americano en Belém que ayudó a Maeda en sus exhibiciones y negocios. Los hijos de Gastão Gracie vieron una demostración de Maeda en el Teatro Da Paz y decidieron aprender judo o "kano jiu-jitsu", como era conocido por entonces. Maeda los aceptó como estudiantes, y les entrenó en estas artes al lado de Soshihiro Satake y otros judokas locales. Otro de los estudiantes de Maeda sería Luiz França, fundador de otra línea del jiu-jitsu brasileño.
En 1925 en Río de Janeiro se abrió la primera academia de "Gracie Jiu-jitsu", como sus dueños denominaron al judo tradicional de ese entonces. Carlos invitó a sus hermanos para que le ayudasen a promocionar su academia, y para esto desarrollaron una estrategia comercial poco común. Desafiaban a cualquiera que dudara de la eficacia del jiu-jitsu en un combate sin reglas ni límite de tiempo o peso. El éxito por la efectividad de este sistema en las luchas reales comenzó a darle prestigio y cada vez más gente se presentaba en la academia de los hermanos Gracie a entrenar. Por otro lado, Carlos se hizo cargo de criar y educar a sus hermanos menores llamados George, de catorce años, y Hélio, de doce años. Desde entonces, Carlos compartió sus conocimientos con sus hermanos y estos adaptaron y perfeccionaron las técnicas, dadas sus propias condiciones. También les enseñó su filosofía de vida y los conceptos de nutrición natural, siendo un pionero en la creación de una dieta especial para atletas: la Dieta Gracie, que se transformó en sinónimo de salud dentro del Gracie Jiu-jitsu.
Al entrenar y desarrollar una técnica eficaz para la autodefensa, Carlos Gracie vio en el arte del jiu-jitsu una manera de formarse y convertirse en un hombre más tolerante, respetuoso y seguro. Con el fin de demostrar la superioridad del jiu-jitsu y crear una tradición familiar, Carlos retó a los más grandes boxeadores y luchadores de su época y luego pasó a gestionar las carreras de sus hermanos, como profesores y competidores.

## Desarrollo
Hélio Gracie y Carlos Gracie aprendieron el judo de manos de los maestros (sensei) japoneses Mitsuyo Maeda, Soshihiro Satake y Geo Omori, discípulos de Jigorō Kanō, fundador del judo. Carlos y Helio se especializaron en este sistema de lucha poniéndolo a prueba en combates reales y logrando vencer en varios torneos de artes marciales. Según lo dicho por el maestro Mitsuyo Maeda: "se debe llevar la lucha al terreno más favorable para uno mismo".
Buscando probar la efectividad del Gracie Jiu-jitsu, Helio incluso llegó a retar a Joe Louis, mítico campeón mundial de pesos pesados de boxeo en los años 40, pero el excampeón no aceptó el reto. Helio combatió entonces por todo Brasil, en innumerables torneos, concursos y peleas sin reglas, logrando importantes victorias que lograron que su arte marcial fuera reconocido como de alta efectividad. Helio también retó a grandes boxeadores de la época como Primo Carnera y Ezzard Charles.
En 1951, Helio se enfrentó con el mejor luchador de judo de la época, el japonés Masahiko Kimura, quien venció a Helio Gracie atrapándolo en una de sus luxaciones de brazo favoritas, llamada ude-garami y rebautizada por los Gracie como 'Kimura lock' o 'llave Kimura' en su honor. Su hermano, quien lo representaba en la esquina, tiró la toalla al ver que Helio estaba atrapado con una buena llave que podría quebrar su brazo.

## Popularidad
El jiu-jitsu brasileño (o BJJ), llegó a la fama a nivel mundial gracias a la televisión en la década de los años noventa, época en la que Royce Gracie, hijo de Helio Gracie y exponente del arte, ganó el primero (1993), segundo (1994) y cuarto (1994) campeonato de la UFC, Ultimate Fighting Championship que eran en ese entonces por eliminación simple. Royce luchó contra oponentes a menudo mucho más grandes y que practicaban otros estilos, como el kick boxing, kenpō, shootfighting, lucha libre, boxeo y "kárate coreano" o taekwondo, entre otros. Una vez más, como ya lo había hecho su padre Helio Gracie en Brasil 40 años antes, el jiu-jitsu representado en este caso por Royce Gracie demostró su gran eficacia al servirle para ganar el torneo. Desde entonces se ha convertido en un arte de primera necesidad para muchos combatientes de artes marciales mixtas o MMA/AMM, llamando su atención y demostrando la importancia de la lucha en el suelo. Es importante notar que la familia Gracie tuvo un papel fundamental en la organización de los primeros torneos abiertos de vale tudo, y de las artes marciales mixtas, especialmente en Brasil y en los Estados Unidos en la década de 1990.
Actualmente, el jiu-jitsu brasileño atraviesa por un período de expansión en todo el mundo sin precedentes, gracias a la eficacia probada de su técnica y táctica en combate deportivo. Como deporte, el jiu-jitsu brasileño tiene como objetivo llegar a ser parte de los Juegos Olímpicos siendo la Confederación Internacional de Jiu-jitsu brasileño, con sede en Río de Janeiro, quien gestó y promueve la idea.
Este arte marcial y disciplina deportiva ya se encuentra diseminado por todo el mundo, en países como Estados Unidos, Canadá, Francia, Perú, Ecuador, República Dominicana, Chile, México, El Salvador, Costa Rica, España, Portugal, Países Bajos, Italia, Australia, Japón, Finlandia, Reino Unido, Alemania, Suecia, Uruguay, Argentina, Bolivia, Colombia, Puerto Rico y Venezuela entre muchos otros, y se acerca con gran velocidad hacia su meta, la presentación como deporte de exhibición ante el Comité Olímpico Internacional. Eso sí, una vez las correspondientes ligas regionales y federaciones nacionales estén debidamente conformadas y establecidas.

## Estilo de lucha
El jiu-jitsu brasileño consiste básicamente en llevar a un oponente al suelo, por medio de un derribo, barrido, segado o un lanzamiento con el fin de establecer una lucha de agarres o grappling, utilizando diferentes técnicas, ya sean sumisiones, luxaciones de brazos o piernas o estrangulaciones, y someterlo. Por lo tanto, las ventajas que puede tener un oponente más grande en pie, como un mayor alcance, un mayor peso, y ataques más poderosos, son anuladas en gran parte cuando se lucha en el suelo.
Una vez que el oponente está en el suelo, se usa una serie de movimientos tácticos o desplazamientos con la ayuda de la inercia y la redistribución de peso para manipular al oponente hasta una posición adecuada para la aplicación de las técnicas. La posición básica de este arte es la guardia, en la que el usuario utiliza las piernas para controlar el torso del oponente frente a frente. El logro de una posición dominante en el suelo es una de las características del jiu-jitsu brasileño, ya sea con el control lateral, el control norte-sur, la posición montada o el control por la espalda. Este sistema de movimientos, control y manipulación se puede comparar con un ajedrez cinético o en movimiento, y cuando se logra una sumisión se la puede comparar con el jaque mate, ya que en una situación real se tendría una desventaja difícil de superar; ejemplos de esto serían una articulación dislocada, pérdida del conocimiento por fatiga o estrangulación, o nocaut por golpes dados desde la posición dominante (nótese que cualquier tipo de golpeo está prohibido en el jiu-jitsu brasileño, pero esta regla se ha perdido de las relaciones originales entre el arte y las competiciones de vale tudo en Brasil).
El jiu-jitsu posee una variedad de técnicas de derribo y lanzamiento, para llevar la lucha al suelo; si bien se favorecen los métodos más simples y rápidos posibles, siendo muchas veces el terreno menos cubierto por las escuelas modernas. Un movimiento básico es conocido como pulling guard, en el que el usuario arrastra al rival al suelo por el método de aferrarse a él y dejarse caer, iniciando así la posición de guardia.

### Lucha en el suelo

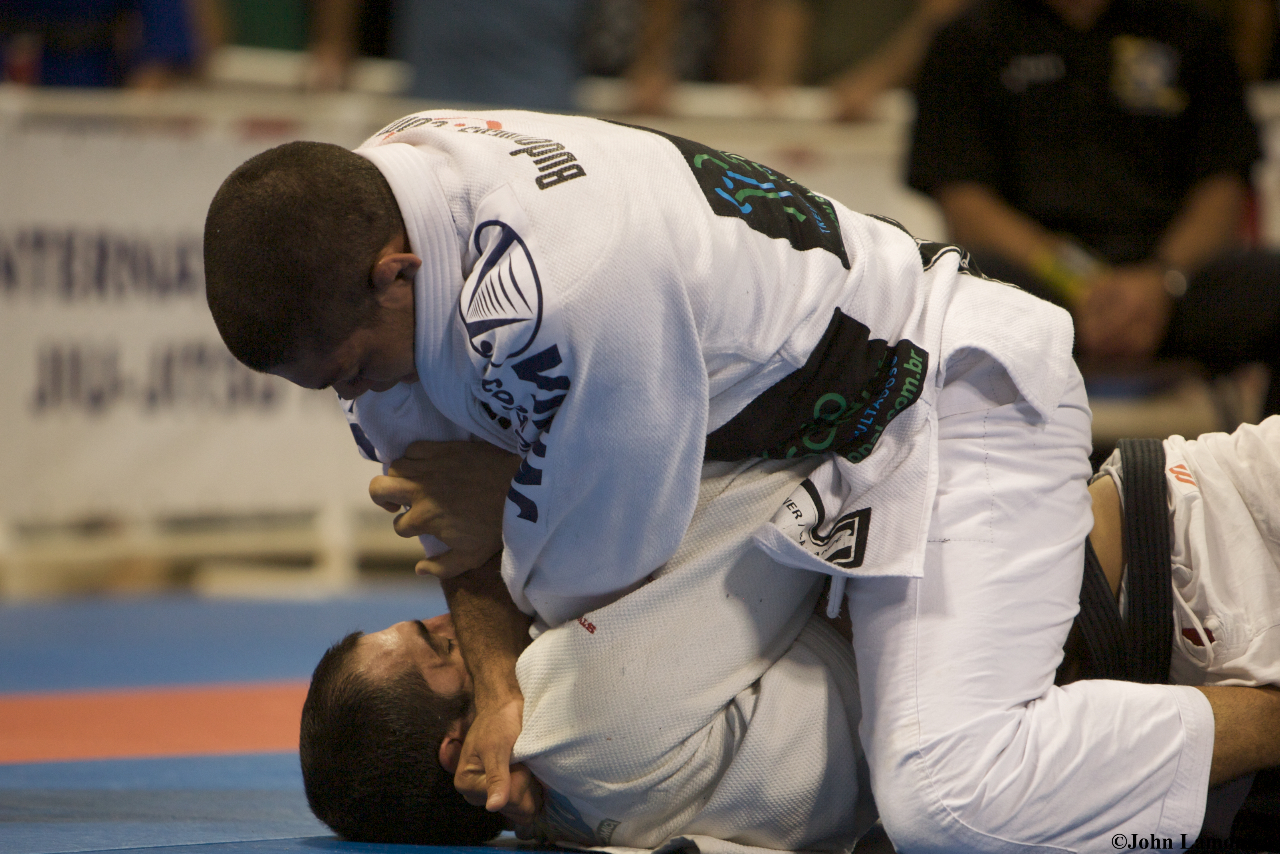
Andre Galvao ejecutando una estrangulación desde la posición de montada.

El BJJ se diferencia de otras artes marciales por su mayor énfasis en la lucha en el suelo. Por lo general, otras artes marciales y deportes de combate están basados en golpes, patadas, esquivas y defensas en pie. Sin embargo no entrenan casi la faceta de la lucha en el suelo; por lo general en lo que respecta a los deportes de contacto, si uno de los competidores cae, el árbitro detiene y separa a los participantes, para comenzar de nuevo el combate cuando ambos están de pie. Esto ha conducido a que todos los artistas marciales y luchadores que busquen una mayor eficacia dediquen un tiempo al aprendizaje y conocimiento de la lucha en el suelo, o por lo menos de sus fundamentos, basándose en el BJJ, el judo, el catch wrestling o el sambo.
Hoy en día, es sabido que no prosperan los luchadores de artes marciales mixtas que no sepan algo de lucha en el suelo, ya que si van al mismo, caen con una terrible desventaja, y posiblemente terminen derrotados.

### Los métodos tradicionales de formación en BJJ
El enfoque del jiu-jitsu en la lucha son el uso de sumisiones ("submissions" en inglés) sin utilizar golpes, esto permite que los luchadores practiquen a toda velocidad y fuerza, como si fuera una situación real y sin lastimarse el uno al otro, distinto a otras artes marciales y deportes de combate en los que no se puede practicar con toda velocidad y fuerza, debido a la aparición de lesiones. Los métodos de entrenamiento incluyen el aprendizaje por repetición de una técnica con una pareja, la cual no ofrece resistencia inicialmente, para dar lugar a la resistencia y al estudio y práctica de variantes de aplicación y contraataques. El acondicionamiento físico es también una parte importante en la formación de los luchadores de jiu-jitsu, sin embargo está basado más en la movilidad articular, la flexibilidad, la resistencia aeróbica general y específica, y en la resistencia a la fuerza, que en la fuerza máxima o en la rapidez para golpear.

## Reglamento
El objetivo es alcanzar la victoria mediante el uso de técnicas válidas, tales como lanzar al oponente al suelo a través de lanzamientos o derribos, para someter/inmovilizar, estrangular, o luxar articulaciones, alcanzando así la sumisión del oponente, en caso de no someter la decisión del juez se da por puntos o superioridad en el combate. En la faceta deportiva del jiu-jitsu están prohibidos todo tipo de golpes o traumatismos con cualquier parte del cuerpo, con las manos, los pies, los codos, las rodillas, o la cabeza. O morder, tirar del cabello, arañar la cara o partes del cuerpo, golpear los órganos genitales, atacar los ojos, y torcer los dedos. Asimismo debido a su peligrosidad, están totalmente prohibidas las luxaciones o "llaves" cervicales, al tobillo, a la cadera y a la rodilla. Sin embargo, varias de estas le son permitidas a los competidores en las categorías de cinturones/faixas avanzadas, es decir marrón y negro.

### Área de lucha
El área de lucha es una estera o "tatami" de 6 metros. Si los luchadores están al borde del área, el árbitro central detendrá la lucha y los llevará hacia el centro del área, respetando la misma posición en la que se encontraban. MESA DIRECTORA: Se compondrá de los árbitros, los anotadores, el cronometrista y el fiscal. Dentro del área de lucha habrá 1 árbitro central, quien será la autoridad máxima, no pudiendo nadie cambiar el resultado que haya otorgado en su momento. En caso de que el árbitro se muestre incapacitado a continuar arbitrando por errores, los fiscales del evento podrán sustituirlo.

### Decisión de las luchas
No habrá empates en ninguna circunstancia. Las luchas se definirán por las siguientes directrices:

#### Desistencia / Finalización
La desistencia es la superioridad técnica de uno de los atletas sobre su adversario, obligándolo a parar la lucha. El atleta vencido debe avisar de manera manifiesta y visible su desistencia, ya sea a su oponente como al árbitro. Este aviso podrá ser evidenciado con la mano golpeando con la palma sobre el tatami o sobre su adversario en forma clara, puede ser con los pies golpeando sobre el piso, o verbalmente avisando al árbitro para parar la lucha. Los profesores de los atletas podrán parar la lucha dirigiéndose al árbitro, de este modo reconocen la derrota. El árbitro podrá detener la lucha en caso de que alguno de los atletas se accidente o si por algún corte comience a sangrar sin parar, dando la victoria al adversario (sí es que no ha habido falta intencional)

#### Faltas graves / Descalificación
Motivos de descalificación son: insultar, tener actitud de falta de respeto al público, al árbitro o a la mesa fiscalizadora; morder, tirar del cabello, golpear en los genitales, levantar al oponente del suelo y arrojarlo/arrojarse sobre el (Bate estaca); todo tipo de golpes, ya sea con codos, cabeza, rodillas, puntapiés, etc. Por su peligrosidad, está terminantemente prohibido realizar llaves cervicales, de rodilla y de tobillo, estas dos últimas se podrían usar en combate desde el cinturón azul o faixa azul. Cuando un atleta teniendo una técnica aplicada por su adversario, evita perder por finalización y huye deliberadamente del área de lucha. En todos estos casos el atleta será descalificado inmediatamente.

#### Faltas menores
El atleta al cometer faltas menores va sumando advertencias. La primera advertencia no será penalizada con puntos. La segunda advertencia será penalizada con 1 ventaja para el adversario. La tercera advertencia será penalizada con -2 puntos. La cuarta advertencia es igual a una descalificación. No está permitido el agarre por dentro de la boca del kimono, ya sea en las mangas o en el pantalón. Los dedos deben tomar por fuera del kimono. Tampoco se puede agarrar con ambas manos el cinturón del adversario. Cuando un atleta busca evitar el combate (amarrar la lucha) asegurando al adversario sin búsqueda de lucha o finalización desde cualquier posición, ya sea de pie o en el suelo (en la guardia, inmovilizando de lado o montado). El atleta que domine al adversario, contará después de estabilizada la posición en la que se encuentre, con 30 segundos para buscar otro ataque. Después de este tiempo, si el atleta no buscó un ataque o no cambió la posición, será advertido por él árbitro, perderá 2 puntos y la lucha se reiniciará de pie. Si un atleta huye del área deliberadamente para evitar perder puntos, ya sea por una inversión, o por una técnica que aún no estaba encajada (de estar encajada sería automáticamente descalificado) será considerada falta y será advertido por el juez.

#### Pérdida de los sentidos
Uno de los atletas es derrotado cuando pierde los sentidos por técnicas permitidas como estrangulamientos, caídas o en casos de accidentes en que el adversario no haya cometido falta intencional de descalificación.

#### Puntaje
Caídas (2 puntos)Es todo desequilibrio al adversario, siendo este proyectado al suelo de espaldas o de lado. En caso de que un luchador esté arrodillado y el oponente lo desequilibra y consigue tirarlo, sólo será contabilizada una ventaja. Para que se contabilicen los puntos, deberá tener al menos 1 de los pies sobre el suelo.
Pasaje de guardia (3 puntos)Cuando el atleta que está por encima del adversario, estando entre las piernas de este o pudiendo estar encima de una pierna y siendo sujetado por la otra pierna (media guardia), el pasaje de guardia se contabilizará cuando el atleta de arriba pasa del lado de su adversario, quedando en posición transversal manteniendo pecho con pecho, esta posición durante un mínimo de 3 segundos. Si el atleta que está por debajo no permite este dominio durante 3 segundos o se mueve para escapar y queda arrodillado o incluso de pie para evitar la inmovilización, el pasaje no se considera válido y se contabilizará solo una ventaja.
Rodilla en la barriga (2 puntos)Es cuando el atleta que está arriba, inmovilizando de lado, ataca colocando la rodilla sobre la barriga de quien está abajo, mientras su otra pierna se encuentra apoyada en el suelo. Esta posición debe mantenerse durante 3 segundos, con la espalda erguida. Si el atleta de abajo no permite este dominio, o si el ataque es mal efectuado, sólo será considerada una ventaja.
Montada (4 PUNTOS)Es cuando el atleta de arriba se monta sobre el pecho del adversario, con las rodillas y pies sobre el piso.
Agarre por la espalda (4 puntos)Es cuando un atleta agarra a su adversario por la espalda, posicionándose con los pies sobre el interior del muslo (comúnmente llamado meter los ganchos) dominándolo sin permitir salir de la posición a su adversario durante 3 segundos. No es considerado punto si ambos pies no se encuentran presionando sobre la parte interna del muslo del adversario; es necesario meter los 2 ganchos.
Raspado (2 puntos)Es cuando el atleta que esté debajo, ya sea en posición de guardia o media guardia, consigue salir por encima de su adversario, invirtiendo la posición en la cual se encontraban. No es considerada inversión si no se parte de la posición de guardia o media guardia (escapar de inmovilización lateral o montada no da puntos)
Puntos negativos (-2 puntos)Son penalizaciones que le hacen al atleta perder puntos en la tercera advertencia, por causa de las faltas menores arriba mencionadas.
VentajasEs considerada ventaja cuando un atleta casi consigue conquistar posiciones de puntuación como caídas, inversiones, pasajes de guardia, etc., obligando a su adversario a mantener una posición de defensa. (Ej.: llegar a media guardia, encajar técnicas de finalización llevando peligro al oponente) En este caso el atleta será premiado con ventajas. Cuando un atleta demuestra combatividad, iniciativa, intentos de ataque llevando a su oponente a una actitud de defensiva, será premiado con ventajas que servirán, en caso de igualdad en puntos, para determinar el vencedor.

## Sistema de grados
| 4–6   | pré-mirim  |
| 7–9   | mirim      |
| 10–12 | infantil   |
| 13–16 | cadete     |
| 16–17 | juvenil    |
| 18–29 | adulto     |
| 30–35 | máster     |
| 36–40 | sénior I   |
| 41–45 | sénior II  |
| 46–50 | sénior III |
| 51–55 | sénior IV  |
| 56+   | sénior V   |

| Negro 0–6     |
| Negro/Rojo 7  |
| Rojo/Blanco 8 |
| Rojo 9–10     |

| Blanco  |
| Azul    |
| Púrpura |
| Marrón  |

| Blanco   |
| Gris     |
| Amarillo |
| Naranja  |
| Verde    |

El jiu-jitsu brasileño tiene un sistema de graduación el cual otorga cinturones de colores para indicar el nivel de conocimientos técnicos y habilidades prácticas desarrolladas. La estructura del sistema es semejante a la del judo y proviene de este.
Son pocas las guías publicadas o las normas que determinan cuando un estudiante de BJJ está listo para la promoción. El criterio general está determinado por el instructor individual y/o profesor de la academia, quien ha observado el progreso y avance competitivo del practicante. Cuando los profesores o academias hacen comentarios sobre los criterios necesarios para conseguir el cinturón que viene, las medidas más aceptadas son las siguientes:
- La cantidad de conocimiento técnico, táctico y conceptual.
- Rendimiento en luchas dentro de la academia y / o en competencia.
- El nivel de ética alcanzado por el practicante

El nivel de conocimientos técnicos, tácticos y conceptuales se juzga por el número de técnicas que el estudiante puede realizar y nivel de habilidad que tiene en el momento que está luchando. El jiu-jitsu brasileño es un arte netamente individual, y los profesionales adaptan las técnicas a su cuerpo, las preferencias estratégicas, y el nivel de forma física. El criterio último para la promoción es la capacidad de ejecutar las técnicas con éxito, en lugar de un cumplimiento estricto de estilo.

### Cinturón blanco
El cinturón blanco («faixa branca» en portugués) es cinturón de rango más bajo dentro del jiu-jitsu brasileño. Es el rango en poder de cualquier practicante nuevo y no tiene ningún requisito previo. Precede inmediatamente al cinturón azul. Algunos profesores y otros profesionales de alto nivel dicen que el cinturón blanco es el rango donde se hace énfasis en la capacitación del estudiante de saber cuáles son las posiciones defensivas y saber escaparse de las situaciones donde es dominando o sometido, ya que un cinturón blanco pasa gran parte de sus luchas en posiciones inferiores (especialmente cuando se entrena con estudiantes avanzados).
Si bien esto puede ser cierto en gran medida, y forma una base sólida formación, la mayoría de las academias requiere que un cinturón azul tenga un conjunto de habilidades en general, no sólo el conocimiento de las técnicas de supervivencia, sino también saber movimientos ofensivos, como algunas definiciones o pasajes de guardia.

### Cinturón azul
El tiempo necesario para obtener una cinta azul en la mayoría de las academias es de 2 a 4 años.
El cinturón azul («faixa azul») es el segundo cinturón de adultos más bajo, entre el grado de cinturón blanco del principiante y el rango intermedio, el cinturón violeta.
Para pasar al cinturón violeta, un estudiante de nivel de cinturón azul, debe adquirir un vasto conocimiento técnico en todos los aspectos de jiu-jitsu brasileño y acumular cientos de horas luchando en el tatami, para saber implementar estos conocimientos aprendidos de manera eficiente. Por ello, cinturón azul es a menudo conocido como un grado en que el estudiante debe asimilar un gran número de técnicas.
En términos de defensa personal, un cinturón azúl debe ser capaz de defenderse de un atacante sin importar su tamaño y peso de éste ( que no sepa jujitsu) 
El IBJJF requiere que un practicante de jujitsu tenga al menos 16 años de edad para conseguir este cinturón.

### Cinturón violeta
El cinturón violeta («faixa roxa») es cinturón intermedio en el arte del jiu-jitsu brasileño, que viene después del cinturón azul y antes del cinturón marrón. Por lo general, se pasan al menos 3 años en dedicación y la formación como cinturón azul para lograr el cinturón violeta (tiempo total de entrenamiento de 4-5 años desde cinturón blanco).
A pesar de que sea un rango "intermedio", el practicante cinturón violeta tiene una cantidad considerable de conocimientos, y son generalmente considerados cualificados para instruir a los cinturones más bajos. 
El IBJJF requiere que el estudiante tenga por lo menos 16 años de edad y haya pasado un mínimo de 2 años clasificado como cinturón azul, para ser candidato a recibir un cinturón violeta.

### Cinturón marrón
El cinturón marrón («faixa marrom») es el rango de color más alto en el arte de jiu-jitsu brasileño, proporcionando una transición entre el rango de cinturón intermedio violeta y el cinturón negro. Este cinturón es sin duda el comienzo en las filas de la élite y por lo general toma por lo menos 5 años de entrenamiento. Como es un grado de transición, a menudo se considera como un tiempo para refinar en vez de acumular técnicas, ya que se han adquirido los conocimientos técnicos y prácticos hasta llegar a un nivel de cinturón negro.
La Federación Internacional de Jiu-jitsu Brasileño (IBJJF) requiere que un estudiante sea mayor de 18 años de edad y haya pasado un mínimo de 1,5 años clasificado como cinturón violeta para recibir un cinturón marrón.

### Cinturón negro
Al igual que con muchas otras artes marciales, el cinturón negro («faixa preta») es el cinturón más alto en el arte de jiu-jitsu brasileño, lo que denota un nivel experto de la habilidad técnica y práctica. Se estima que el tiempo requerido para lograrlo es de 10 años (o más). No importa cuántos años reales son necesarios, todos los cinturones negros de jiu-jitsu brasileño, sin duda, tendrán que invertir miles de horas de tiempo en luchas y reflejar la habilidad que tienen.
La Federación Internacional de Jiu-jitsu Brasileño (o IBJJF) requiere que un estudiante tenga por lo menos 19 años de edad y haya pasado un mínimo de un año clasificado como cinturón marrón para recibir el cinturón negro.

### Cinturón negro y rojo
Cuando un luchador de jiu-jitsu brasileño tiene 29 años con el cinturón negro él alcanza el 7º grado del cinturón negro, su cinturón recibe una alternancia de color negro y rojo. Este cinturón los llevan luchadores con mucha experiencia en el jiu-jitsu brasileño. Se les da el título de Maestro.

### Cinturón rojo y blanco
Cuando un luchador de jiu-jitsu brasileño tiene 7 años con el  cinturón negro y rojo alcanza el 8º grado del cinturón negro, su cinturón recibe una alternancia de color rojo y blanco. Este cinturón los llevan luchadores con mucha experiencia, en el jiu-jitsu brasileño. Se les da el título de Maestro.

### Cinturón rojo
En el jiu-jitsu brasileño, el cinturón rojo se divide en dos grados el 10.º grado que está reservado para los fundadores del Jiu-jitsu brasileño (los hermanos Gracie) y el 9º grado que es la graduación máxima dentro del deporte y se otorga a los luchadores con el mínimo de 10 años en el cinturón rojo y blanco 8º grado, (la edad mínima para recibirlo según el sistema de graduación de la IBJJF, es de 67 años). Se les concede el título de "Gran Maestro".